# Fábrica de harinas y electricidad La Alianza
La fábrica de harinas y electricidad «La Alianza» es un edificio de importancia debido a que albergó la primera central eléctrica de Andalucía, situada en la campiña sur cordobesa, en la localidad de Puente Genil (Córdoba) convirtiéndose en el primer pueblo de Andalucía y el segundo de  España, después de Barcelona en contar con la electricidad. La fábrica está construida en estilo francés, en forma rectangular con paredes de un espesor de 74 centímetros. El interior está formado por columnas de hierro y vigas de madera. El tarimado es de madera de 25 milímetros de espesor. El exterior está formado por ladrillos y piedra caliza. Como características principales del edificio destaca la estética y la funcionalidad.
En su interior se conserva la única turbina del año 1878 de Andalucía. Para mover esta turbina se necesitaba diez veces más de caudal que para mover las piedras de las aceñas, para ello se ensanchó el canal utilizado para desviar el cauce del río. En la actualidad se conserva tal como era.
La rueda de la turbina se encuentra oculta bajo el fango en un nivel inferior. Ésta movía otra rueda dentada que subía y bajaba moviendo otras ocho ruedas más pequeñas que movían los molinos del piso superior. En el penúltimo piso se encuentra la maquinaria austro-húngara que funcionaba con electricidad  y que fabricaba harina más fina y de mejor calidad que con los sistemas manuales. Posteriormente se añade una planta que se utilizó como almacén de las señas.

## Historia
La Alianza o fábrica de harinas comenzó como un molino que perteneció al señorío de Aguilar. En el siglo XIX, más concretamente entre los años 1874-1894, se escriben las obras de Antonio Aguilar y Cano y Pérez de Silos en el que se catalogó erróneamente al edificio como perteneciente a la época Árabe, debido sobre todo a la arquitectura de sillares que se observa en la planta baja.
La seña del Marqués o molino pertenecía a los Marqueses de Priego, la gente tenía que pagar por su uso como en todos los edificios de la época que tenían como función tanto moler trigo como aceitunas.
La aceña o Al-sania (se creía que era de origen islámico) se dividía en dos partes, la aceña chica y la aceña grande. En la aceña chica se encontraban dos piedras moledoras y en la grande una.
Para el funcionamiento se utilizaba una rueda exterior que utilizaba la energía potencial del agua para moverla, ya que se creaba un salto, luego se convertía en energía cinética, cogía velocidad y movía unos palos que producían movimiento mediante engranajes a otra rueda que movía la piedra fija o solera cuya superficie tenía un relieve como picado para depositar el grano de trigo, sobre la solera se colocaba mediante una grúa manual otra piedra llamada volandera que aplastaba el grano de trigo.
En 1732 se realizó una reforma de la aceña chica que modifica el uso de la rueda vertical exterior por una rueda horizontal, inventada por un español, que mejoraba el rendimiento llamándose molino de regolfo. Esto modifica el uso del agua para llevarla hasta la rueda del subsuelo mediante un canal subterráneo. El río es desviado por una presa de derivación lo que dio lugar a la aparición de la Isla del Obispo.
La aceña grande acaba desapareciendo con la ampliación de la fábrica eléctrica descubriéndose que la aceña chica es una ampliación de la aceña grande y no al revés, además de encontrarse restos islámicos en el fondo del pozo de la aceña grande.

### SigloXIX
En 1807 se realiza una reforma en la que se grabó una descripción que cita Este pozo se desenvolvió en 1807.
En el primer tercio del siglo XIX se produce la abolición de los señoríos perdiendo estos el monopolio lo que produjo un fuerte desarrollo en Puente Genil debido a que la gente empieza a construirse sus propios molinos, de hecho el Marqués vende el molino a Rafael Reina y Dolores de Carvajal.
En 1878 se amplió la fábrica de harinas con un nuevo edificio llamado fábrica de pisos realizado por el francés Leopoldo Lemoniez que también diseñó el puente de hierro y construyó la fábrica de la casualidad.
En 1888 la fábrica pasa a manos de la sociedad Baena – Jurado y Cía. Estos se asociaron con un pontanés residente en Málaga, vieron la posibilidad de utilizar la turbina para generar electricidad lo que conllevó a que el 11 de agosto de 1888 inauguraran la primera mini central hidroeléctrica y poder iluminar así la calle Don Gonzalo y Contralmirante Delgado Parejo.
Debido a que solamente iluminaba una calle, el resto de la población se quejó y como consecuencia, se construyó en 1894 la segunda central eléctrica, La Aurora, que funcionaba con máquinas de vapor.
En 1900 las empresas de La Aurora y San Cristóbal (Baena – Jurado y Cía.) se fusionan dando lugar a La Alianza.
A Francisco Baena no le agrada la idea y se traslada a Málaga, al volver construye otra fábrica de electricidad y la ermita del Carmen.

### SigloXX
En 1903 se ve en la necesidad de hacer otra central eléctrica en La Alianza cuya maquinaria era de fabricación suiza y francesa y cuyos cuadros eléctricos eran de la empresa SIEMENS. Había dos turbinas una grande de 1903 y otra chica de 1922, como resultado de la ampliación realizada por Manuel Delgado Delgado en 1922-1923. Como anécdota del montaje de las turbinas queda la de la figura de La Nodriza que era una persona del pueblo que ayudaba al alemán que vino a montarlas ya que este no sabía hablar español.
Se da la circunstancia de que mientras en Córdoba no había centrales eléctricas, en Puente Genil ya existían tres (La Alianza, La Aurora y El Carmen). Hasta 1950, Puente Genil estuvo por encima de la capital de la provincia. Esto originó que durante esos años y gracias a las expropiaciones realizadas a la Iglesia se desarrollara un fuerte progreso industrial causado principalmente por tres factores:
- La aparición y desarrollo del ferrocarril.
- Las empresas de electricidad existentes.
- Carácter emprendedor de la burguesía de la época.